# Fontenay (Vosges)
Fontenay é uma comuna francesa na região administrativa do Grande Leste, no departamento de Vosges. Estende-se por uma área de 6.47 km². Em 2010 a comuna tinha 485 habitantes (densidade: 75 hab./km²).